# Fannia yenhedi
Fannia yenhedi är en tvåvingeart som beskrevs av Albuquerque 1957. Fannia yenhedi ingår i släktet Fannia och familjen takdansflugor. Inga underarter finns listade i Catalogue of Life.